# Happening Here
《Happening Here》是日本歌手濱崎步的一張數位單曲，2011年12月21日開始全曲線上下載。

## 說明
本作無發行實體唱片，距前作數位單曲《Together When...》發行約四年，而與上張實體單曲《L》發行則相距約一年一個月。
本作翻唱於日本樂團trf的同名歌曲，原本作為計劃舉辦的巡迴演唱會《ayumi hamasaki ARENA TOUR 2011 ～HOTEL Love songs～》的主題歌而製作，但由於東日本大震災的影響而取消。後來配合跨年演唱會《ayumi hamasaki COUNTDOWN LIVE 2011-2012 A 〜HOTEL Love songs〜》與巡迴演唱會《ayumi hamasaki ARENA TOUR 2012 A ～HOTEL Love songs～》的舉辦而決定以數位單曲的形式發行本作。
本作後被收錄在隔年2012年8月8日發行的精選專輯《A SUMMER BEST》中。

## 收錄歌曲
1. Happening Here
填詞：小室哲哉 & 前田高廣／作曲：小室哲哉／編曲：CMJK